# Malaysia International 1998
Die Malaysia International 1998 im Badminton fanden vom 4. bis zum 8. März 1998 statt.

## Die Sieger und Platzierten
| Disziplin    | Gold                            | Silber                         | Bronze                               |
| ------------ | ------------------------------- | ------------------------------ | ------------------------------------ |
| Herreneinzel | James Chua                      | Ramesh Nathan                  | Yap Yong Jyen                        |
| Herreneinzel | James Chua                      | Ramesh Nathan                  | Lim Theam Teow                       |
| Dameneinzel  | Woon Sze Mei                    | Winnie Lee                     | Park Hyo-sun                         |
| Dameneinzel  | Woon Sze Mei                    | Winnie Lee                     | Kim Hyun-suk                         |
| Herrendoppel | Pang Cheh Chang Cheah Soon Thoe | Chang Kim Wai Khoo Kok Kheng   | Lee Hyun-il Park Tae-sang            |
| Herrendoppel | Pang Cheh Chang Cheah Soon Thoe | Chang Kim Wai Khoo Kok Kheng   | Khoo Boo Hock Yap Wee Meng           |
| Damendoppel  | Norhasikin Amin Joanne Quay     | Ishwarii Boopathy Woon Sze Mei | Ang Li Peng Fong Chew Yen            |
| Damendoppel  | Norhasikin Amin Joanne Quay     | Ishwarii Boopathy Woon Sze Mei | Cindy Lim Vicki Valerie Rodrigues    |
| Mixed        | Pang Cheh Chang Norhasikin Amin | Wong Keng Loo Ng Soo Mui       | Park Tae-sang Hwang Yu-mi            |
| Mixed        | Pang Cheh Chang Norhasikin Amin | Wong Keng Loo Ng Soo Mui       | Muhammad Hafiz Hashim Rashleen Rahim |